# Альгеро (аеропорт)
Аеропорт Альгеро-Рив'єра-дель-Коралло (італ. Aeroporto di Alghero - Riviera del Corallo; кат. L'Aeroport de l'Alguer-Fertília (IATA: AHO, ICAO: LIEA) — міжнародний аеропорт розташований за 8 км NNW від Альгеро, Сардинія, Італія.

## Авіалінії та напрямки, лютий 2020
| Авіакомпанія            | Пункт призначення |
| ----------------------- | --- |
| Aer Lingus              | Сезонний: Дублін (з 24 травня 2020) |
| Alitalia                | Мілан-Лінате, Рим-Ф'юмічіно Сезонний: Трієст |
| Aviolet                 | Сезонний чартер: Белград |
| Blue Air                | Турин |
| Corendon Dutch Airlines | Сезонний: Амстердам, Маастрихт/Аахен |
| easyJet                 | Лондон-Лутон Сезонний: Базель-Мюлуз-Фрайбург, Берлін-Тегель, Женева, Мілан-Мальпенса, Неаполь, Венеція |
| Jet Time                | Сезонний чартер: Гельсінкі |
| Lauda                   | Сезонний: Штутгарт, Відень (з 29 березня 2020) |
| Ryanair                 | Мілан-Бергамо, Болонья, Братислава, Піза Сезонний: Берлін-Тегель, Брюссель-Шарлеруа, Жирона, Франкфурт-Хан, Катовиці (з 2 червня 2020), , Лондон-Станстед, Марсель (з 3 квітня 2020), Меммінген, Мілан-Мальпенса (з 31 березня 2020) |
| Scandinavian Airlines   | Сезонний чартер: Тронгейм |
| TUI Airways             | Сезонний: Бірмінгем, Лондон-Гатвік, Манчестер |
| TUI fly Nordic          | Сезонний чартер: Копенгаген, Гетеборг, Осло-Гардермуен, Стокгольм-Арланда |
| Volotea                 | Сезонний: Генуя, Мадрид, Неаполь, Венеція, Верона |
| Vueling                 | Сезонний: Барселона |
| Wizz Air                | Бухарест Сезонний: Будапешт, Катовиці, Відень (з 2 червня 2020),, Варшава-Шопен |

## Статистика
| Рік  | Пасажирообіг | Вантажообіг (тонн) | Авіатрафік |
| ---- | ------------ | ------------------ | ---------- |
| 2017 | 1.321.676    | 8                  | 9.982      |
| 2016 | 1.346.403    | 10                 | 10.514     |
| 2015 | 1.677.967    | 11                 | 12.551     |
| 2014 | 1.639.374    | 39                 | 13.804     |
| 2013 | 1.563.908    | 34                 | 13.782     |
| 2012 | 1.518.870    | 1.637              | 14.296     |
| 2011 | 1.514.254    | 1.580              | 14.424     |
| 2010 | 1.388.217    | 1.447              | 14.218     |
| 2009 | 1.507.016    | 1.702              | 15.412     |
| 2008 | 1.380.762    | 1.308              | 14.554     |
| 2007 | 1.300.115    | 774                | 13.804     |
| 2006 | 1.070.491    | 609                | 11.028     |
| 2005 | 1.079.843    | 693                | 11.738     |
| 2004 | 998.811      | 1.200              | 11.390     |
| 2003 | 888.369      | 1.204              | 11.196     |
| 2002 | 804.937      | 1.440              | 11.366     |
| 2001 | 681.832      | 2.111              | 9.444      |
| 2000 | 664.330      | 1.963              | 10.550     |